# Пеперудоцветен салеп
Пеперудоцветен салеп (Anacamptis papilionacea) е вид растение от семейство Орхидеи (Orchidaceae).

## Описание
Раннопролетна орхидея с кълбовидни грудки. Стъблото е високо 15-40 см, в основата с листна розетка.
Шпората е цилиндрична, насочена надолу. Опрашва се от насекомите.

## Разпространение
Видът се среща в България и е защитен, включен в Приложение № 3 на Закона за биологичното разнообразие.